# Protomyctophum subparallelum
Protomyctophum subparallelum és una espècie de peix de la família dels mictòfids i de l'ordre dels mictofiformes.

## Morfologia
- Els mascles poden assolir 3,6 cm de longitud total.[1]

## Hàbitat
És un peix marí i d'aigües profundes.

## Distribució geogràfica
Es troba a tots els oceans.